# Герд Мюлер
Герд Мюлер (на немски: Gerd Müller) е бивш легендарен немски футболист, един от двамата футболисти в света с повече голове, отколкото мачове за националния отбор – 68 гола в 62 мача за немския национален отбор.
Носител на Златната топка за 1970 г. и Златната обувка за 1974 г.
Световен шампион с тима на Германия през 1974 г., бронзов медалист от 1970 г.
Голмайстор на Световното първенство по футбол през 1970 г. с 10 гола, общо с 14 гола от световни шампионати, което е било рекорд на първенствата до 2006 г. (подобрен от бразилеца Роналдо през 2006 г.).
Носител на Европейска титла с Германия през 1972 г.
Трикратен носител на КЕШ с Байерн Мюнхен (1974, 1975, 1976 г.). Многократен шампион и носител на Купата на Германия.
До 4 декември 2007 г. е рекордьор с 62 гола в Шампионската лига на Европа, когато е подобрен от италианеца Филипо Индзаги. Герд Мюлер няма нито един червен картон през цялата си кариера.
През сезон 1972/73 вкарва рекордните 67 гола във всички турнири. Рекордът е подобрен едва през сезон 2011/12 от Лионел Меси. 
В началото на октомври 2009 стартира он-лайн игра PerfectGoal, която е създадена с активната подкрепа на Герд Мюлер.
Почива на 15 август 2021 г.